# Xã Kunze, Quận Hettinger, Bắc Dakota
Xã Kunze (tiếng Anh: Kunze Township) là một xã thuộc quận Hettinger, tiểu bang Bắc Dakota, Hoa Kỳ. Năm 2010, dân số của xã này là 51 người.